# UNDERCOVER (ブランド)

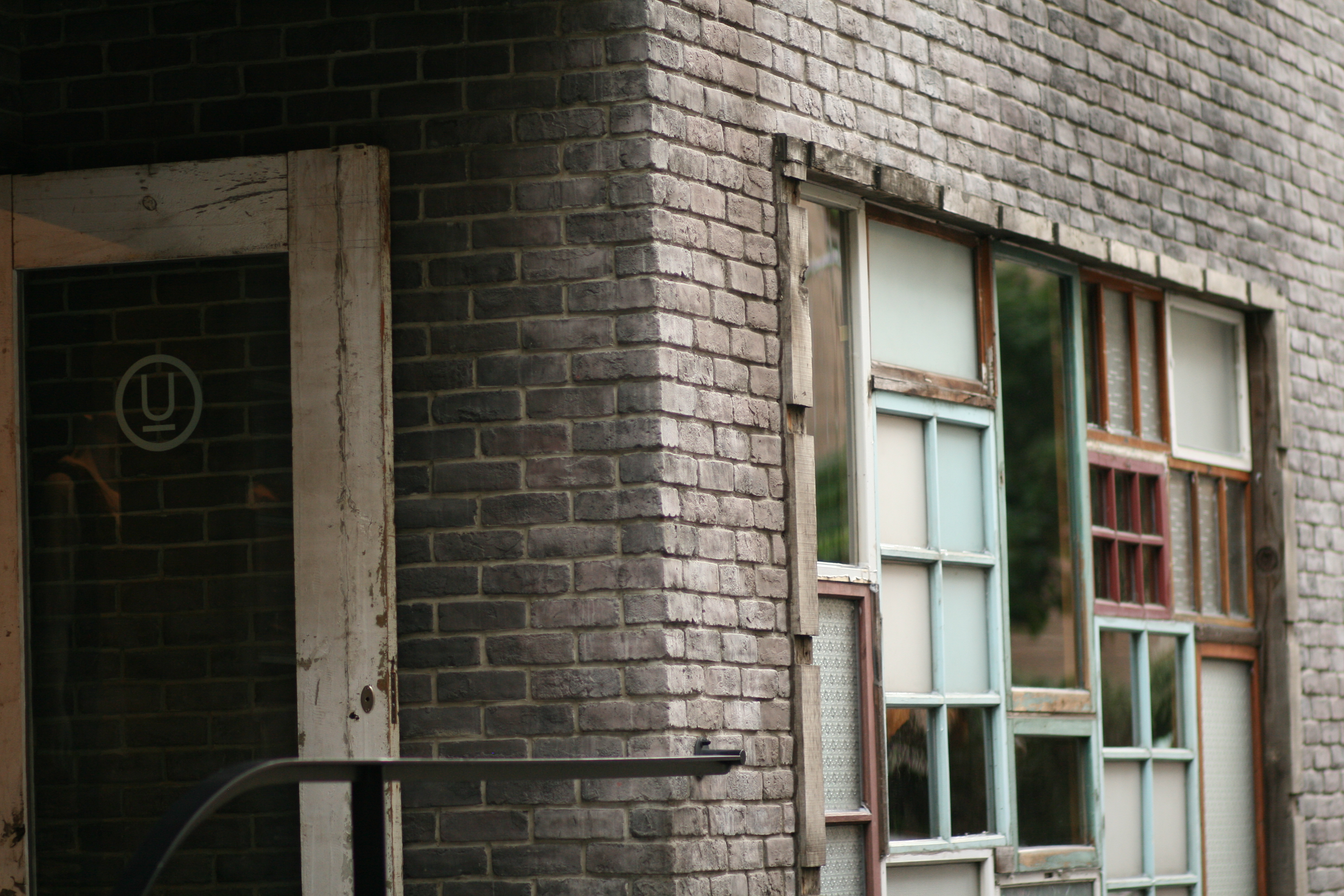
台北市にあるUNDERCOVERのショップ

UNDERCOVER（アンダーカバー）は、高橋盾が1989年に設立したアパレルブランド。株式会社アンダーカバーにより展開する。1990年代、東京の裏原宿系ブランドの代表格として若者を中心にブームを巻き起こした。現在の本社・本店は東京都港区青山に存在している。

## 名称
ブランド名には「秘密めいた雰囲気を漂わせたい」という思いからつけられた。

## 概要
1990年、文化服装学院に在学していた高橋と一之瀬弘法（ヴァンダライズ）によって開始。1993年、同じく学院生だったNIGO（A BATHING APE）と共にアパレルショップ「NOWHERE（ノーウェア）」を裏原宿にオープン。生産が限られていることから入手困難になり、プレミアがつくほどカルト的な人気となった。1994年には有限会社「アンダーカバー」を設立し、同年秋冬より東京コレクションに参加。2000年、株式会社「アンダーカバー」を設立。2003年春夏よりパリ・コレクションにデビューした。

## 主なブランドライン
UNDERCOVER（アンダーカバー）
メインライン
UNDERCOVERISM（アンダーカバイズム）
旧メンズライン（2015年よりUNDERCOVERに統合）
Undercoverism（アンダーカバイズム）
2021年6月スタートしたメンズライン。UNDERCOVER の"ism"に共感・共鳴する次の世代に向けたスタイルを提案。
John UNDERCOVER（ジョン・アンダーカバー）
メンズのセカンドライン。高橋はプロデュースのみ。
the Shepherd UNDERCOVER（ザ・シェパード・アンダーカバー）
メンズライン。2016年秋冬シーズンより始動。高橋が「今、自分が着たい服」をかたちにしたものであり、シーズンごとではなく不定期にリリース。
Sue UNDERCOVER（スー・アンダーカバー）
レディースのセカンドライン。高橋はプロデュースのみ。
GYAKUSOU（ギャクソウ）
ナイキとのコラボレートとなるランニングウェア。
UU（ユニクロ アンダーカバー）
ユニクロとのコラボレート。2012年に始動したが、子供服は2015年まで販売した。
GU×UNDERCOVER (ジーユー×アンダーカバー)
ジーユーとのコラボレート。2021年に始動。